# Niko and...
niko and ...（ニコアンド）是日本的一个时尚品牌，由アダストリア运营。该品牌在日本各地有两种类型的商店：其中标准型的 "niko and ..."建筑面积不超过80坪；大型的"niko and SLOWlife"的建筑面积則超过100坪，其中販賣的商品有文具、厨房产品和室内用品。。品牌的名称其實是 "nobody i know own style "的缩写，意思是"没有人比我更了解我自己"，也就是说，我最了解我自己。这是该品牌名称的含义。
2007年10月，该品牌在筑波开设了第一家商店，随后在福冈、和福山開店。到2008年底，它在日本全国拥有10家商店。2010年，公司开设了 "niko和SLOWlife"，也開始销售家具和其他大型杂物。
2012年，在公司成立五周年之际，"niko和SLOWlife"在香港开业，開始拓展海外市场。

## 外部連結
- niko and ... （页面存档备份，存于）
- niko and ...的X（前Twitter）
- niko and ...的Facebook專頁
- niko and ...的Instagram帳戶
- YouTube上的niko and ...頻道